# Potamotrygon henlei
Cá đuối sông răng lớn hay cá đuối sông Tocantins, Potamotrygon henlei là một loài cá đuối sông trong họ Potamotrygonidae. Nó là loài đặc hữu của Brasil. Các môi trường sống tự nhiên của chúng là sông và hồ nước ngọt. Nó bị đe dọa do mất môi trường sống.

## Hình ảnh

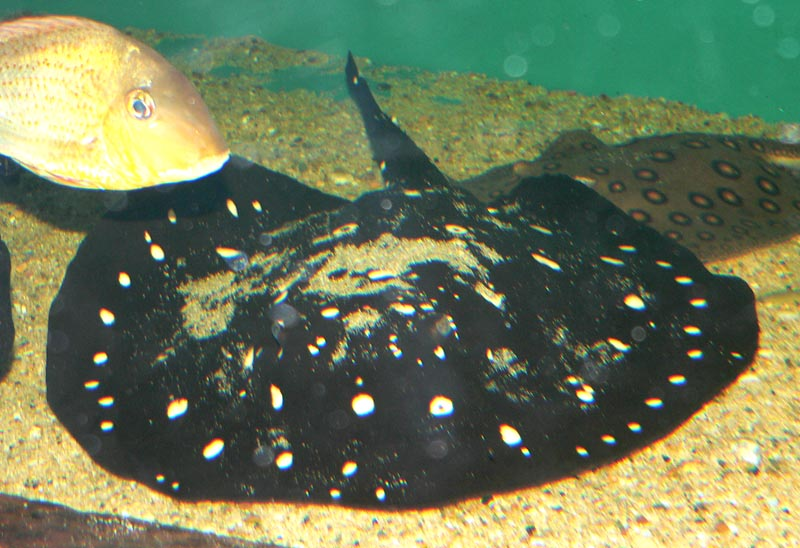